# Bolbe pygmaea
Bolbe pygmaea – gatunek modliszki z rodziny Nanomantidae, endemiczny dla Australii.

## Opis
Modliszka ta ma kolor brązowy. Osiąga długość ok. 1 cm, co czyni ją jednym z najmniejszych gatunków modliszki na świecie.